# قمة المعرفة
قمة المعرفة، مؤتمر عالمي سنوي لتعزيز المعرفة، يقام في دبي في الإمارات العربية المتحدة برعاية الشيخ محمد بن راشد آل مكتوم، أطلقت الدورة الأولى من قمة المعرفة في عام 2014، وهي مجموعة من المؤتمرات يحضرها جمع من الساسة والأعلام والرواد في مجال المعرفة حول العالم، تنظمها مؤسَّسة محمد بن راشد آل مكتوم للمعرفة، وبرنامج الأمم المتحدة الإنمائي وتهتم بالمبادرات التي تساهم في نشر المعرفة  ويعد حفل جائزة محمد بن راشد آل مكتوم للمعرفة أحد أبرز أحداثها السنوية.

## تاريخ
شهدت قمة المعرفة تطوراً ملحوظاً حيث استهلت نسختها الأولى بعقد 16 جلسة بحضور 500 مشارك. ومع مرور السنوات، استضافت القمة عام 2023 حوالي 57 جلسة، وأكثر من 100 متحدث، و 20 ألف مشارك وفي عام 2023 ركزت القمة على مدن المعرفة والثورة الصناعية الخامسة، واحتضنت قادة الفكر  لمناقشة دور مدن المعرفة في احتضان الثورة الصناعية الخامسة. 

## قمة المعرفة 2024
عقدت قمة المعرفة 2024 في مركز دبي التجاري العالمي تحت شعار: «مهارات المستقبل واقتصاد الذكاء الاصطناعي»وقد تصدّرت الإمارات المرتبة الأولى عربياً والـ26 عالمياً في مؤشر المعرفة العالمي لعام  2024
ومن أبرز أهداف  قمة المعرفة 2024:
- تعزيز تبادل المعرفة
- إطلاق مؤشر المعرفة العالمي
- تشجيع الابتكار في مجالات التعليم، والتكنولوجيا، والتنمية،
- تكريم المساهمين في المعرفة من خلال جائزة محمد بن راشد آل مكتوم للمعرفة.
- تعزيز الموارد التعليمية المفتوحة  بالتعاون مع منظمة اليونسكو.
- دعم التنمية المستدامة.

## حوارات المعرفة
حوارات المعرفة هي مبادرة منبثقة عن قمة دبي للمعرفة تهتم باستضافة أهم  الشخصيات في العالم لمناقشة القضايا المعرفية والتنموية  في عصرنا الحالي ويمكن المشاركة بهامن خلال التسجيل في  قسم الأجندة في الموقع الإلكتروني لقمة المعرفة 